# Francisco de Carvajal
‎‎
Francisco de Carvajal, španski general, konkvistador in raziskovalec, * 1464, Arevalo, † 1548.